# Текелійський рудник
Текелійський рудник — колишнє підприємство гірничорудної промисловості на південному сході Казахстану, яке розробляло поліметалічні родовища Текелі та Західне Текелі.
Текелійське родовище відкрили у 1937 році, а в 1944-му тут почав роботу рудник, що став головним видобувним активом Текелійського свинцево-цинкового комбінату (окрім нього, також працювали рудники на Коксуйському та Туюкському родовищах).
Розробка відбувалась підземним способом, при цьому з плином часу до облаштування рудника увійшли шахти «Семиріччя», «Допоміжна», «Вентиляційна», «2-га Вентиляційна», «Західна», а також штольні «Капітальна», «Паралельна» та «Ювілейна». Річна потужність підприємства становила 1,2 млн тонн руди. Видобута руда надходила на Текелійську збагачувальну фабрику, де з неї отримували свинцевий, цинковий та баритовий концентрати.
До початку 1990-х багаті руди родовища були випрацьовані й на тлі перебудови економічних зв'язків після краху планової економіки Текелійський комбінат зупинився 1996-го. У 1997-му році після переходу під контроль концерну «Казцинк» роботи на Текелійському майданчику відновились, але нерозв'язаною проблемою залишалась рентабельність — хоча балансові запаси рудника Текелі все ще становили понад 20 млн тонн, проте вміст цільових металів у руді був недостатнім. Як наслідок, у 2002-му рудники зупинили і станом на 2004 рік вони вже були затоплені.